# A0620−00
A0620−00 (V616 Monocerotis) ist eine Röntgennova im Sternbild Einhorn, die ein Schwarzes Loch enthält.
Das Doppelsternsystem besteht aus dem Schwarzen Loch und einem Stern der Spektralklasse K ähnlich der Sonne. Zunächst wurden die Massen zu 11,0 ± 1,9 Sonnenmassen für das Schwarze Loch und zu ca. 0,7 Sonnenmassen für den Begleiter bestimmt. Eine spätere Arbeit bestimmt die Massen allerdings nur noch zu 6,6 und 0,4 Sonnenmassen.
In den meisten Fällen von bisher bekannten Systemen dieser Art ist der Stern groß, massiv und hell. Es ist nicht bekannt, ob der K-Klassen-Stern neben dem Stern, der das Schwarze Loch erzeugte, existierte oder ein Überbleibsel einer Supernova ist. Das Schwarze Loch selbst ist von einer Röntgenstrahlung emittierenden Akkretionsscheibe umgeben. A0620−00 gehört mit einer Entfernung von circa 3500 Lichtjahren neben Gaia BH1 mit einer Entfernung von circa 1600 Lichtjahren zu den der Sonne am nächsten gelegenen Schwarzen Löchern, die bisher bekannt sind.
Es gab im 20. Jahrhundert zwei Helligkeitsausbrüche, in den Jahren 1917 und 1975. Letzterer konnte mit einem Röntgenteleskop beobachtet werden. Dabei war die emittierte Röntgenstrahlung mehr als 100.000 mal so stark wie normal.

## Trivia
Am 15. Juni 2018 wurde eine Nachricht von dem kürzlich zuvor verstorbenen Astrophysiker Stephen Hawking zu dem Schwarzen Loch von einer Radioantenne in Spanien aus geschickt. Im Jahre 5475 soll die Botschaft, welche über Hoffnung, Frieden und Gemeinsamkeit laut seiner Familie handelt, dort ankommen und wäre somit wahrscheinlich die erste Interaktion zwischen der Menschheit und einem Schwarzen Loch.